# Слушай ме
„Слушай ме“ е втори  поред студиен албум на певицата Белослава, издаден на 1 декември 2005 г. от музикалната компания BlueBubu Music във формат CD. В записването на албума участват: Живко Петров (пиано), Васил Енчев (тенор саксофон), Димитър Семов (барабани), Пепи Славов – младши (контрабас), Бобо (гост вокал), Мага (гост вокал) и др. Албума е записан, смесен и мастериран в студио „Trinity“ от Димитър Ганчев. Някой от песните са записани и мастерирани в студио „Х“ и студио „Graffitty“. Към албума са заснети общо шест видеоклипа, чиито автори са Теди и Темелко Темелкови, Васил Стефанов и Валери Милев.
Върху обложката на албума, Белослава е оставила послание, което гласи: „...Вече знам, че отредената ни в този живот мисия е да обичаме! Имам невероятната възможност да изразя цялата си любов чрез музиката. Тя е за всеки, до когото достига и за всеки до когото не достига. Всичко останало предстои!!!...“

## Списък с песни
Албумът се състои от общо тринадесет песни. Всички текстове са написани от самата Белослава, а по-голямата част от музиката и аранжиментите са дело на дългогодишния колега на певицата, Живко Петров. От „Слушай ме“ сингли стават: Искам с теб, Слушай ме и Бягай от мен.
| Слушай ме, 2005 | Слушай ме, 2005                                                 | Слушай ме, 2005                                                                           | 45:42 |
| #               | Заглавие на песента                                             | Автор(и)                                                                                  | Време |
| 1.              | Intro                                                           | Музика: Живко Петров.                                                                     | 0:32  |
| 2.              | Ангел (тенор саксофон Васил Енчев)                              | Текст: Белослава. Музика: Живко Петров Цветан Чобанов.                                    | 5:02  |
| 3.              | После (тенор саксофон Васил Енчев)                              | Текст: Белослава. Музика: Живко Петров Цветан Чобанов.                                    | 4:05  |
| 4.              | Нямаме време (гост вокал Бобо)                                  | Текст: Белослава. Музика: Живко Петров.                                                   | 5:07  |
| 5.              | Щрак                                                            | Музика: Живко Петров.                                                                     | 3:09  |
| 6.              | Искам с теб                                                     | Текст: Белослава. Музика: Живко Петров.                                                   | 4:05  |
| 7.              | Слушай ме                                                       | Текст: Белослава. Музика: Живко Петров Георги Станев Записано и мастерирано в студио „Х“. | 4:01  |
| 8.              | Коледно сърце                                                   | Текст: Белослава. Музика: Живко Петров.                                                   | 3:19  |
| 9.              | Intro 2 (гост вокал Мага)                                       | Текст: Белослава. Музика: Цветан Чобанов.                                                 | 3:48  |
| 10.             | Бягай от мен                                                    | Текст: Белослава. Музика: Живко Петров Цветан Чобанов.                                    | 3:53  |
| 11.             | Дай ми                                                          | Текст: Белослава. Музика: Цветан Чобанов Записано и мастерирано в студио „Graffitti“.     | 4:29  |
| 12.             | Ти и Аз (барабани Димитър Семов контрабас Пепи Славов – младши) | Текст: Белослава. Музика: Живко Петров Георги Станев Записано и мастерирано в студио „X“. | 3:42  |
| 13.             | Coda                                                            |                                                                                           | 0:30  |

## Видеоклипове
| Година   | Заглавие на песен                    | Режисьор         | Оператор     |
| -------- | ------------------------------------ | ---------------- | ------------ |
|          | „Слушай ме“                          | Темелко Темелков |              |
| 2006     | „Слушай ме“                          | Темелко Темелков |              |
|          | „Искам с теб“                        | Васил Стефанов   |              |
| юли 2007 | „Бягай от мен“                       | Валери Милев     |              |
|          | „Нямаме време“ (с участието на Бобо) | Валери Милев     | Мартин Чичов |
|          | „Ти и Аз“                            |                  |              |